# 佐竹義文
佐竹 義文（さたけ よしぶみ）は、佐竹氏一門の佐竹北家第14代当主。佐竹北家角館第7代所預。

## 生涯
明和7年（1770年）、佐竹義躬の長男として生まれる。寛政元年（1789年）に元服する。寛政11年（1799年）、父の隠居により家督を相続し角館城代となる。文政3年（1820年）、執政となり久保田城に常駐する。文政5年（1822年）に執政を辞職した。文化2年（1805年）に「国鱒塩引き」を角館から秋田の佐竹宗家へ献上輸送した記録が残る。
領内名産の樺細工を自身も嗜み、文化2年（1805年）には、新田藩主の佐竹義知に自作の樺細工の印箱を所望され進呈している。文化12年（1815年）にも津軽藩主津軽寧親に印籠を贈り、喜んだ寧親から返礼にインド産の珊瑚文様の革を贈られている。文政5年（1822年）、参勤交代の際の道中紀行文『千賀之紀行』と収集した植物の押し花集『花葉集』を著す。文政8年（1825年）に隠居し、家督を嫡男の義術に譲った。同年死去、享年56。